# Czułyszman
Czułyszman (ros. Чулышман) – rzeka w Rosji w Republice Ałtaju.

## Charakterystyka
Wypływa ze zboczy wschodniego Ałtaju na wysokości prawie 2300 m n.p.m., w kotlinie między Górami Szapszalskimi i Czułyszmańskimi, w pobliżu granicy Republiki Ałtaju i Tuwy, po czym przepływa przez wysokogórskie jezioro Dżułukul w Górach Czułyszmańskich na wysokości 2200 m i wpada do Jeziora Teleckiego, będąc jego największym dopływem. Długość wynosi 241 km, powierzchnia dorzecza – 16 800 km². Szerokość w środkowym biegu wynosi 30–50 m, głębokość około metra. Ponieważ wypływająca z Jeziora Teleckiego Bija razem z Katuniem tworzą Ob, Czułyszman może uchodzić za rzekę źródłową Obu. Rzeka tworzy granicę zachodnią Ałtajskiego Rezerwatu Biosfery. Źródła rzeki zostały odkryte przez ekspedycję Piotra Czichaczowa w 1842 roku.
Rzeka płynie po obszarach rzadko zaludnionych. Nad Czułyszmanem położone są wsie Koo i Bałykcza. Wzdłuż rzeki, przez te wsie, przechodzi droga samochodowa od ujścia Czułyszmanu do przełęczy Katu-Jaryk i dalej, przez wsie Bałyktujul i Ułagan do wsi Aktasz, z wyjazdem na szosę R256 „Trakt Czujski”.
Atrakcją i jednocześnie najtrudniejszym i najbardziej niebezpiecznym miejscem tej drogi jest przełęcz Katu-Jaryk; podjazd z doliny Czułyszmanu ma ponad 800 metrów,
Woda jest zimna, mętna, o niebieskim lub zielonym odcieniu.
Rzeka jest bogata w ryby. W górnym brzegu można znaleźć lipienia i oreoleuciscus potanini; w dolnym tajmienia, coregonusa, lipienia, szczupaka, jelca, okonia, miętusa i inne gatunki.
Rzekę wykorzystują turyści do spływów, kategoria trudności V – VI (rosyjska). Nad Czułyszmanem, w pobliżu przełęczy Katu-Jaryk, jest położonych kilka baz turystycznych. W tym samym rejonie jest wiszący most przez Czułyszman.

## Reżim wodny
Reżim wodny jest mieszany, z przewagą śnieżnego. Wyższy poziom wody jest od kwietnia do września. Zamarza od końca października do początku grudnia, a rozmarza od końca marca do początku kwietnia. Głównym dopływem jest Baszkauz. 
Wysoki poziom wód ma miejsce od wiosny do połowy lata, od maja do sierpnia włącznie, z wyraźną kulminacją w czerwcu, co odpowiada roztopom i stopniowemu topieniu się śniegów i lodów. Od lipca przepływ wody stopniowo obniża się i taki obniżanie ciągnie się przez całe lato i dalej jesień. W listopadzie, przepływ wody osiąga najniższy poziom, co oznacza początek okresu niskiego poziomu wód. Ten ma miejsce od grudnia do kwietnia włącznie i odpowiada zimie i zamarzaniu, które ogarnia całą Syberię.
Średni przepływ miesięczny obserwowany w marcu (minimalny poziom) wynosi 15,9 m³/s, czyli mniej niż 3% średniego przepływu czerwca (564 m³/s), co świadczy o istotnej amplitudzie sezonowej. W toku 58-letniej obserwacji, średni miesięczny przepływ wynosił 4,41 m³/s w marcu 1940, podczas gdy przepływ miesięczny maksymalny wyniósł 1370 m³/sekundę w czerwcu 1966.
Jeśli chodzi o okres wolny od lodu (od maja do września włącznie), minimalny zaobserwowny przepływ wynosił 68,2 m³/s we wrześniu 1945, co było co najmniej godne uwagi.

## Dopływy
(odległość od ujścia)
- 7 km: Aczełman
- 13 km: Kajru
- 22 km: Baszkauz — lewy dopływ
- 38 km: Koo
- 44 km: Karasu
- 47 km: Czulcza — prway dopyw
- 69 km: rzeka bez nazwy
- 78 км: Kurkure
- 83 км: Tajbułku
- 103 км: Juł
- 104 км: Ak-su
- 107 км: Szawła (Ongurasz, Saj-Gonysz)
- 115 км: Sukbak (Sunbik, Kara-Su)
- 116 км: Niżnij Kułasz
- 118 км: rzeka bez nazwy
- 120 км: Adulugiem
- 124 км: Jełandu
- 128 km: Sriednij Kułasz
- 132 km: Baydysz
- 133 km: Niżnij Tar-Tagaj
- 135 km: Wierchnij Tar-Tagaj]
- 139 km: Małyj Kara-Kiem
- 143 km: Wierchnij Kułasz
- 145 km: Kara-Kiem
- 152 km: Majaryk (Manryk)
- 153 km: Sadieurtiem
- 159 km: Kugandu (Kuganduch)
- 161 km: Musztuajry
- 164 km: Jabału
- 166 km: Uandu
- 172 km: rzeka nez nazwy
- 182 km: Uzun-Ojuk
- 188 km: Tepszy-Ojuk
- 195 km: rzeka bez nazwy
- 197 km: rzeka bez nazwy
- 198 km: Bogojasz
- 201 km: Tutu-Ojuk
- 204 km: rzeka bez nazwy
- 205 km: Makatu

## Mapy topograficzne

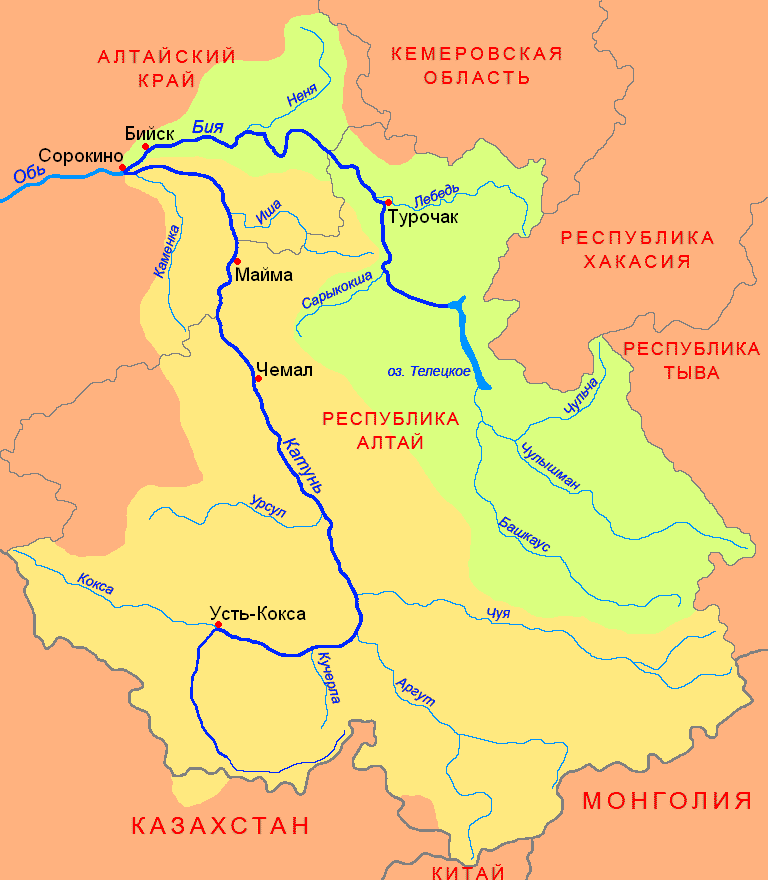
Dorzecza Katunia i Bii

- M-45-XI
- M-45-XVII
- M-45